# أسل خشن
الأسَل الخشن (باللاتينية: Juncus rigidus) وهو نوع نباتي ينتمي لجنس الأسل من الفصيلة الأسلية. نوع نبات من القصب والذي يُعرف بالأسم الشائع قصب البحر.

## البيئة والانتشار
موطنه معظم مناطق الوطن العربي من مشرقه إلى مغربه مرورًا بالجزيرة العربية ووادي النيل. يوجد أيضًا في تركيا وقبرص وإيطاليا ويوجد أيضًا في أستراليا.

## الوصف النباتي
نبات عشبي معمر يشبه النجيليات. ينتشر بالجذامير وله سوق كثيرة من القاعدة. الساق أسطوانية رفيعة قائمة وخشنة. يصل ارتفاع النبات إلى متر ونصف. الأوراق رفيعة خيطية، ثنائية الشعب ينتهي كل فرع بواحدة إلى ثلاث. يميل النبات للون البني عند النضج. النورة الزهرية عشكولية يصل طولها إلى 20 سم. يزهر النبات في أواخر فصل الربيع.
يتحمل الملوحة المرتفعة جداً والتي تصل إلى ملوحة مياه البحر.

## الموطن والانتشار
الموطن والانتشار، هي من النباتات الطبيعية في شبه الجزيرة العربية (الإمارات العربية المتحدة، سلطنة عمان، السعودية، قطر، البحرين، الكويت، اليمن)، وأفريقيا وأوروبا المتوسطية وغرب آسيا، إلى الشرق الأقصى مثل باكستان.
يتواجد في المناطق الساحلية والمستنقعات الملحية، وفي الصحارى والسهوب. ينمو في المستنقعات الملحية وجداول الوديان والبرك الدائمة، وفي المنخفضات الرطبة الموسمية وبالقرب من الآبار.